# Grindhouse (films)
Pour l’article homonyme, voir Grindhouse.
Pour plus de détails, voir Fiche technique et Distribution.
Grindhouse est un diptyque de films thriller-épouvante imitant le style des doubles programmes de films d'exploitation, sorti en 2007. Les deux épisodes, Boulevard de la mort (Death Proof) réalisé par Quentin Tarantino et Planète Terreur (Planet Terror) réalisé par Robert Rodriguez, devaient à l'origine être séparés par de fausses bandes annonces. Cependant, dans les pays non-anglophones, les deux parties sortent séparément, une décision prise par les producteurs Harvey et Bob Weinstein.
Trois fausses bandes annonces ont par la suite été adaptées en long métrage : Machete, Hobo with a Shotgun et Thanksgiving.

## Boulevard de la mortouÀ l'épreuve de la mort(Death Proof)

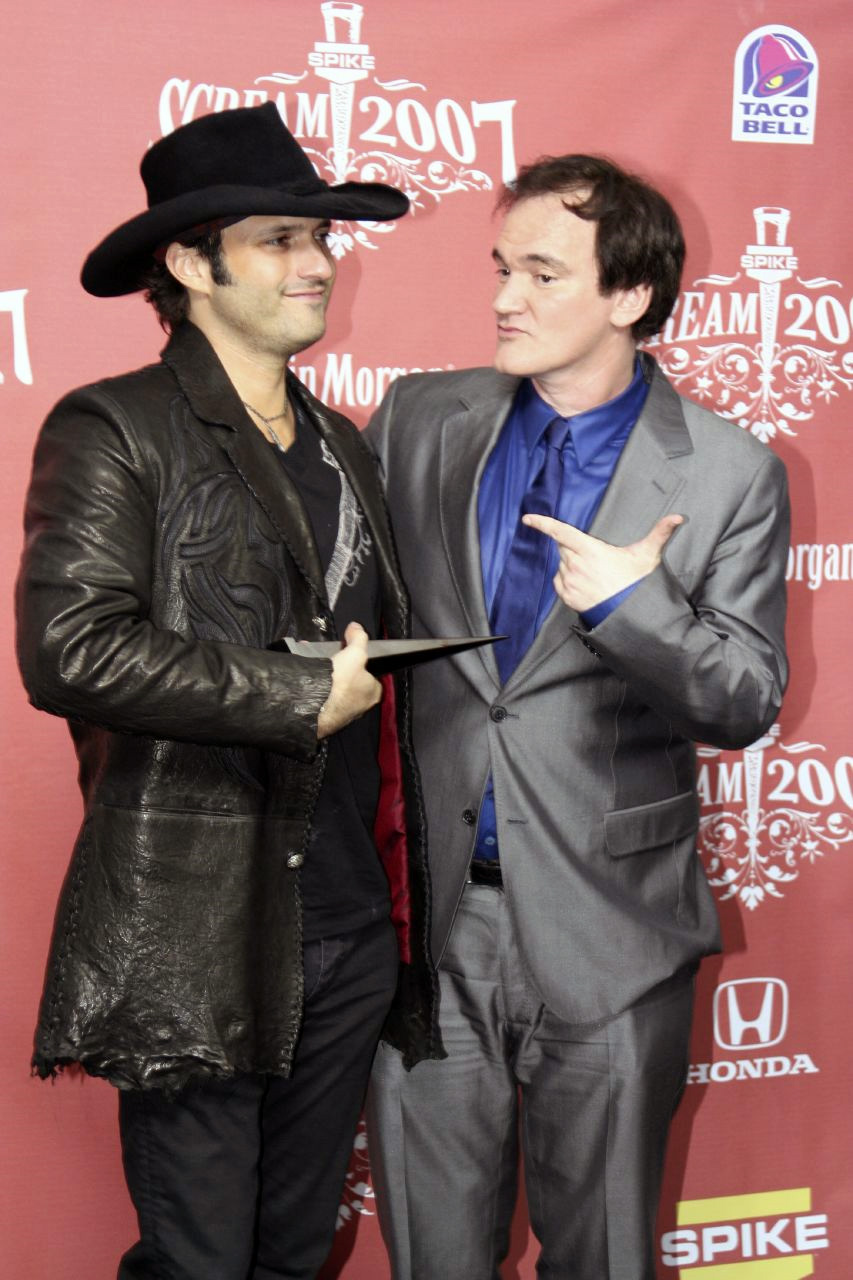
Les réalisateurs du diptyque, Robert Rodriguez et Quentin Tarantino aux 2007 Scream Awards.

Distribué sous le titre Boulevard de la mort en France et sous celui de A l'épreuve de la mort au Québec dans sa version francophone (Death proof), slasher road-movie meurtrier dans la veine de Duel ou Hitcher, réalisé par Quentin Tarantino, met en scène, entre autres, Kurt Russell, Rose McGowan, Zoe Bell et Rosario Dawson.
Ce film à l'ancienne rend hommage aux films de course-poursuite automobile des années 1970.

## Planète Terreur(Planet Terror)
Planète Terreur (Planet Terror) est un film d'horreur et d'action réalisé par Robert Rodriguez avec, entre autres, Rose McGowan, Freddy Rodríguez, Naveen Andrews et Bruce Willis.

## Bandes-annonces
Les deux films sont liés l'un à l'autre par une série de fausses bandes-annonces pour des films appartenant aussi au genre film d'exploitation. Ils sont aussi liés par leurs acteurs comme Quentin Tarantino qui fait une apparition dans Planète Terreur (Planet Terror) et dans son propre film Boulevard de la mort (Death Proof) ou encore Rose McGowan qui joue un rôle dans les deux films.

### Machete
Réalisé par Robert Rodriguez.

Distribution
- Danny Trejo : Machete
- Cheech Marin : le Père Benicio Del Toro
- Jeff Fahey : le boss
- Tito Larriva : le garde du corps
- Alicia Rachel Marek : la femme aux cheveux rouges

Machete est finalement devenu un long métrage, toujours avec Danny Trejo dans le rôle-titre, ainsi que Robert De Niro, Cheech Marin, Michelle Rodríguez, Jessica Alba, Steven Seagal, Don Johnson et Lindsay Lohan. Le film est sorti le 3 septembre 2010 au Canada et le 1er décembre 2010 en France. Il sera suivi d'une  suite, Machete Kills sorti en 2013.

### Werewolf Women of the SS
Réalisé par Rob Zombie.

Distribution
- Nicolas Cage : le docteur Fu Manchu
- Udo Kier : le commandant Franz Hess
- Sheri Moon Zombie : Eva Krupp
- Sybil Danning : Gretchen Krupp
- Tom Towles : le lieutenant Boorman
- Bill Moseley : le docteur Heinrich von Strasser
- Andrew Martin : un boxeur nazi
- Vladimir Kozlov : un boxeur nazi
- Olja Hrustic : une femme loup-garou
- Meriah Nelson : une femme loup-garou
- Lorielle New : une femme loup-garou
- Michael Deak : un loup-garou à l'arme à feu
- Elena Kolpachikova : une femme loup-garou
- Kelly Ryan : une femme loup-garou
- Stephanie Katz : une femme loup-garou lesbienne mangeuse d'homme

### Don't
Réalisé par Edgar Wright.

Distribution
- Jason Isaacs : l'homme barbu
- Stuart Wilson : le vieil homme
- Matthew Macfadyen : l'homme qui s'arrache les yeux
- Lee Ingleby : la victime de la hachette
- Katie Melua : la brune avec la victime à la hachette
- Lucy Punch : la blonde dans la cave
- Rafe Spall : la victime pendue
- Nick Frost : l'homme enchainé dans la cave, qui applaudit
- Simon Pegg : un cannibale
- Mark Gatiss : l'homme portant des lunettes

La bande-annonce de Edgar Wright, DON'T est réalisée dans le style des bandes-annonces des films d'horreur de la Hammer Film Productions. Parmi les acteurs présents dans la bande-annonce on peut remarquer Jason Isaacs, Matthew Macfadyen, la chanteuse Katie Melua, Mark Gatiss, Lee Ingleby, Georgina Chapman, Emily Booth, Stuart Wilson, Lucy Punch, Rafe Spall, MyAnna Buring, Michael Smiley, Peter Serafinowicz, et Nicola Cunningham, ainsi que les acteurs récurrents d'Edgar Wright : Simon Pegg et Nick Frost. La voix-off est celle de Will Arnett. Beaucoup d'entre eux ont participé en tant que cameo sans être crédités. 
Pour obtenir l'aspect « vieux » des années 1970 de la bande-annonce, Wright a utilisé de vieilles bandes ainsi que des vieilles caméras. Pendant le montage, il a également frotté les bandes avec de la paille de fer et les a traînées sur le sol d'un parking pour obtenir une impression de bande abîmée par la négligence des projectionnistes. 
Wright explique également : « Dans les années 70, les producteurs américains, qui obtenaient les droits de traductions de films d'horreur européens, leur donnaient des noms ridicules. Celui qui m'a inspiré était un film de Jorge Grau qui s'appelait The Living Dead at Manchester Morgue (Le Mort-vivant de la Morgue de Manchester) au Royaume-Uni. En Espagne et en Italie, il était appelé Do Not Speak Ill of the Dead, et aux États-Unis, il s'appelait Don't Open The Window (N'ouvrez pas la fenêtre). J'ai juste aimé le fait qu'il n'y ait pas de scène de fenêtre dans le film, c'était juste pour donner une intonation inquiétante à la voix-off sans que l'on sache ce dont le film parlait réellement ».
Quentin Tarantino a également décrit le fait qu'aucun des acteurs ne prononce un mot dans la bande-annonce. Il s'agit d'une méthode qu'utilisaient les promoteurs de films aux États-Unis pour que les spectateurs ne sachent pas que le film était britannique ou en provenance d'un autre pays européen.

### Thanksgiving
Réalisé par Eli Roth.

Distribution
- Jeff Rendell : le pèlerin tueur
- Liliya Malkina : la grand-mère
- Kevin Wasner : un pèlerin
- Eli Roth : Tucker
- Jordan Ladd : Juddy
- Michael Biehn : un shérif
- Jay Hernández : Bobby

Un long métrage adapté de la bande-annonce est sorti en 2023.

### Hobo with a Shotgun
Réalisé par Jason Eisener
Uniquement pour l'exploitation canadienne, ou dans certaines salles américaines. Comme pour Machete, un long-métrage adapté de la bande-annonce a été réalisé et sorti dans quelques pays en 2011. Le rôle-titre est, dans cette nouvelle version, tenu par Rutger Hauer,.

## DVD - Blu-Ray
- (fr) 2011 : Grindhouse, édition inédite des deux films sortie le 1er avril 2011, 2 Blu-rays, TF1 Vidéo[3]